# Marentino
Marentino (piemontesisch Marentin) ist eine Gemeinde in der italienischen Metropolitanstadt Turin (TO), Region Piemont.

## Lage und Einwohner
Marentino liegt etwa 20 km östlich von Turin. Das Gemeindegebiet umfasst eine Fläche von 11 km² und hat 1286 Einwohner (Stand 31. Dezember 2023). Die Gemeinde besteht aus den drei Dörfern Marentino, Avuglione und Vernone, die lange Zeit unabhängig voneinander waren. Ein königlicher Erlass von 1927 vereinte sie zu einer einzigen Gemeinde und Marentino wurde zum Gemeindehauptort gewählt. 
Die Nachbargemeinden sind Sciolze, Moncucco Torinese, Montaldo Torinese, Arignano und Andezeno.

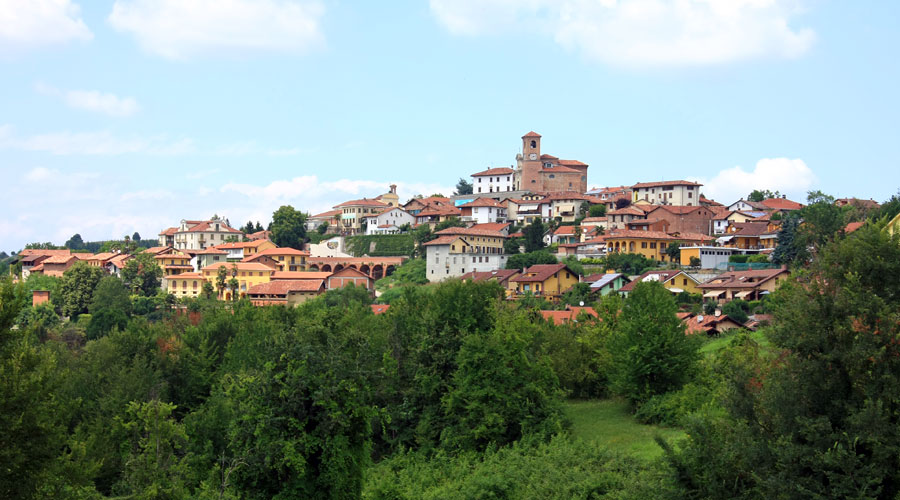
Panorama

## Geschichte

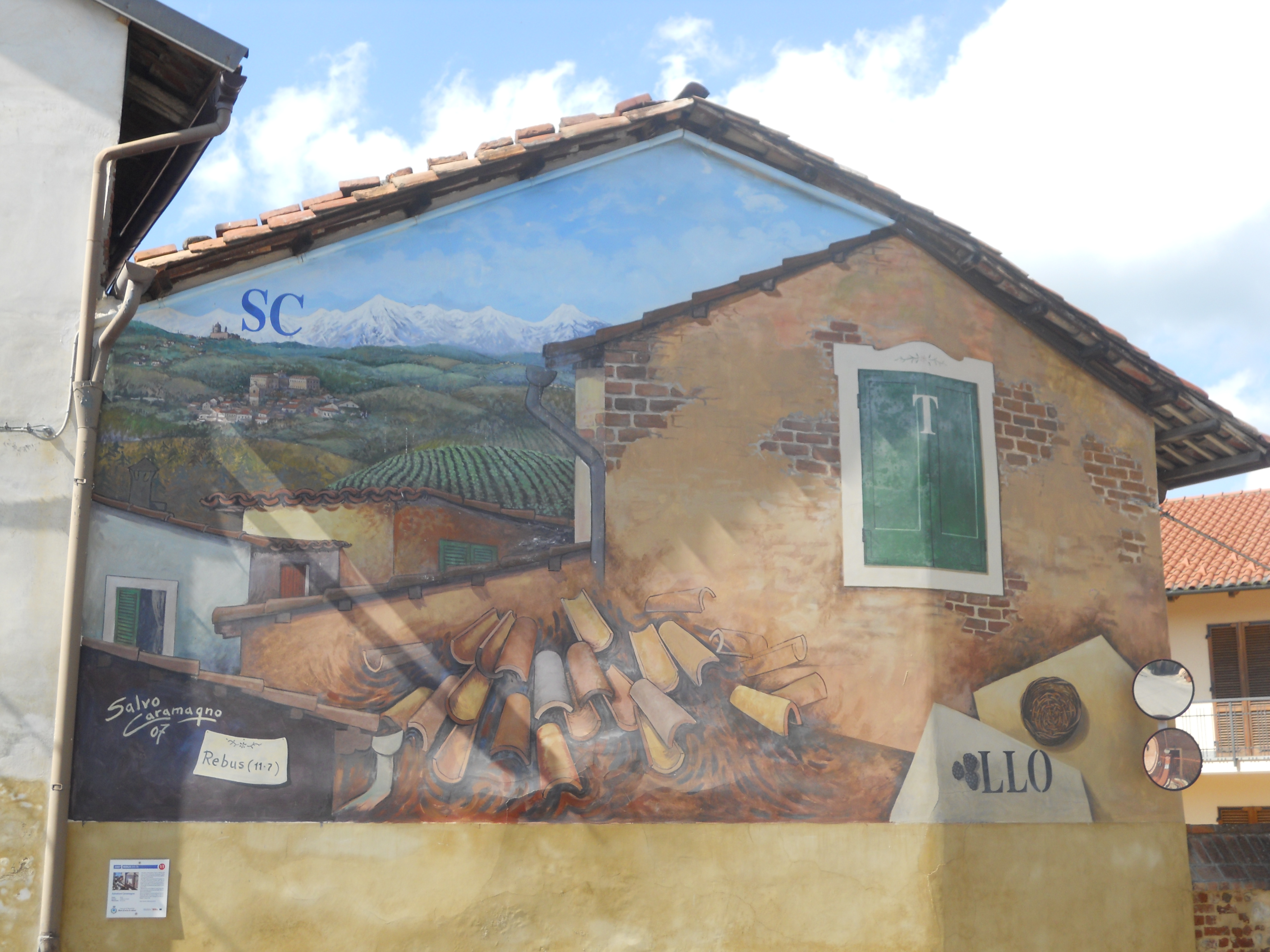
Wandmalerei

Marentino entstand wahrscheinlich, wie viele andere Städte in der Gegend, im Rahmen der Wiederbesiedlungskampagne der Po- und Monferrato-Hügel, die um das Jahr 1000 von den Bischöfen von Turin und Asti gefördert wurde. Die erste Siedlung muss sich auf dem Hügel (Brick) der alten Kirche Maria Assunta, die heutige Friedhofskirche Santa Maria dei Morti, befunden haben, deren älteste Teile aus dem 11. Jahrhundert stammen. Eine der ältesten urkundlichen Belege des Ortsnamens ist die Form „Merentinus“, die auf das Jahr 1164 zurückgeht. Auch der Ortsname „Marentino“, ist möglicherweise lateinischen Ursprungs. Die Verkleinerungsform des Vornamens Emerentius, lässt auf die Existenz eines Dorfes bereits zur Römerzeit schließen.
In einem unbestimmten Zeitraum zog die Stadt auf den nahegelegenen Hügel, der von der Festung des Ortsherrn dominiert wird, die erstmals 1386 erwähnt wurde.
In Marentino, die 2007 die Auszeichnung „Stadt des Honigs“ erhielt, findet jedes Jahr am letzten Sonntag im September eine gut besuchte und renommierte Messe für Honig statt. Die Gegend ist bekannt für ihre Honigproduktion.
Die Wände vieler Häuser in der Gemeinde wurden seit 2005, mit Zusammenarbeit der bekannten Rätsel-Zeitschrift La Settimana Enigmistica, mit Wandmalereien bemalt. Die originalen „Wandgemälden“, die einige zu lösende Bilderrätsel darstellen sind ein beliebtes Ziel von Touristen. Es gibt zurzeit 25 Werke verschiedener Autoren aus ganz Italien und es kommen immer wieder Neue dazu.